# Тодор Диев (стадион)
Стадион „Тодор Диев“ е клубният стадион на ПФК „Спартак“, Пловдив.
Намира се в район Южен, в близост до Централна гара Пловдив и автогара „Родопи“. Има капацитет 5000 души.

## История
Съоръжението е построено след решение на Община Пловдив от 20 октомври 1925 г., която предоставя 36 декара в квартал „Ухото“ на днешния Южен район за строеж на футболно игрище с прилежащ парк. Отреденото място било запуснато и занемарено кътче зад работилниците на пловдивската Централна гара. Година по-късно спортният терен е готов и на 23 май 1926 г. се играе първата официална футболна среща. По-късно игрището е оградено с каменна ограда, изградена е лекоатлетическа писта и официална трибуна със съблекални. През 1934 година е издаден нотариален акт за собственост на земята на СК „Ботевъ“.
През 1949 г. стадионът в Кичук Париж е административно прехвърлен за стопанисване и ползване от дружество „Спартак“ след решение на Градската управа.
В периода 1984-1986 г. стадионът претърпява най-значителната си реконструкция и достига капацитет от 7500 места за зрители.
От 1999 г. съоръжението носи името на Тодор Диев.